# Ivan Kukuljević Sakcinski

Ivan Kukuljević Sakcinski, né le 29 mai 1816 et mort le 1er août 1889 était un historien, un homme politique et un écrivain croate.
Il est l'un des signataires de l'Accord de Vienne portant sur l'utilisation du serbo-croate et fut président de l'association Matica ilirska (aujourd'hui Matica hrvatska (en)).

## Œuvres
- Glasoviti Hrvati prošlih vjekova

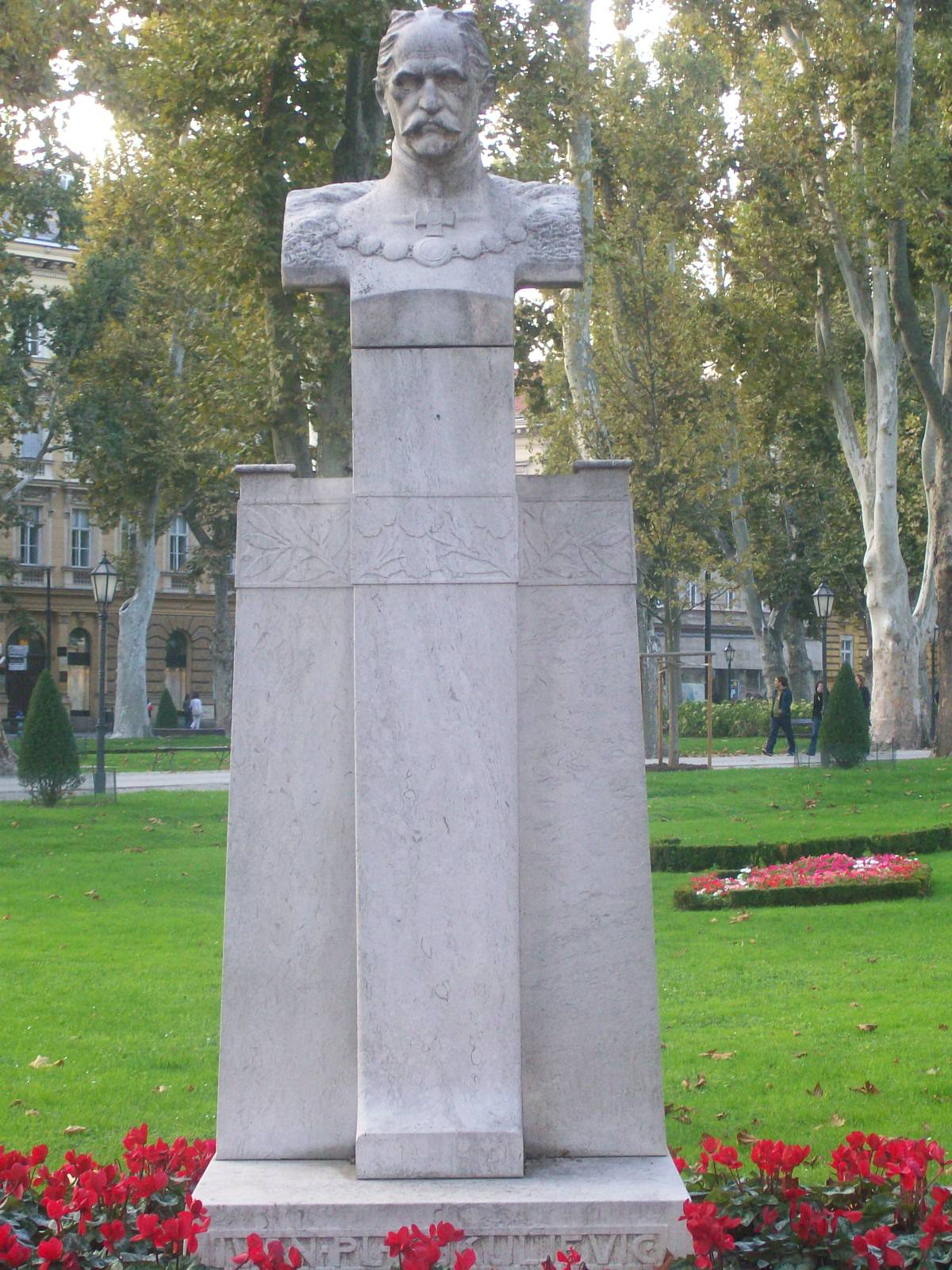
Buste de Ivan Kukuljević Sakcinski dans un parc de Zagreb

- Juran et Sofia ou les Turcs sous Sisak: pièce héroïque en trois actes (Juran i Sofia ili Turci kod Siska : junačka igra u trih činih)
- Andreas Medulić Schiavone
- Beatrice Frankopan et sa descendance (Beatrica Frankopan i njezin rod)
- Poète croate du XVIe siècle (Pjesnici hrvatski XVI vieka)
- Jure Glović aussi connu sous le nom de Giulio Clovio, miniaturiste croate (Jure Glović prozvan Julijo Klovio hrvatski sitnoslikar)